# Centrerat oktaedertal
Centrerat oktaedertal är ett centrerat polyedertal som representerar en oktaeder. Det centrerade oktaedertalet för n ges av formeln:
{\displaystyle (2n+1)\times {(2n^{2}+2n+3) \over 3}}
De första centrerade oktaedertalen är:
1, 7, 25, 63, 129, 231, 377, 575, 833, 1159, … (talföljd A001845 i OEIS)